# Edivaldo
Edivaldo, właśc. Edivaldo Martins Fonseca (ur. 13 kwietnia 1962 w Volta Redonda, zm. 13 stycznia 1993 w Boituvie) – brazylijski piłkarz grający na pozycji napastnika.

## Życiorys
Pierwszym klubem Edivaldo w karierze było Atlético Mineiro, w którym zadebiutował w 1982 roku. Następnie grał w takich klubach jak: Taquaritinga, ponownie Atlético Mineiro, São Paulo FC, meksykański CF Puebla, SE Palmeiras, japońska Gamba Osaka i ponownie Taquaritinga. Będąc zawodnikiem tego ostatniego klubu zginął w wypadku samochodowym w wieku niespełna 31 lat.
W reprezentacji Brazylii Edivaldo zadebiutował 17 kwietnia 1986 roku w wygranym 3:0 meczu z Finlandią. Był w kadrze Brazylii na Mundial w Meksyku.